# Sverre Holm
Sverre Olav Holm, född Gundersen 24 juli 1931 i Drammen, död 17 mars 2005 i Larvik, var en norsk skådespelare, sångare, författare och manusförfattare.

## Biografi
Som ung hade Holm först planer på att bli konstnär (målare), men intresset för teatern tog sedan över och han gick i privatteaterskola för Walt Rosenberg. Han debuterade 1953 vid Rogaland Teater som Julius i Oskar Braatens Ungen. Åren 1955–1958 var han vid Trøndelag Teater, 1958–1959 vid Centralteatret och 1959–1960 vid Riksteatret och Edderkoppen Teater. Han var engagerad i TV-teatern från starten 1960 till 1962, parallellt med engagemang vid Chat Noir och ABC-teatret. Mellan 1964 och 1968 var han åter vid Rogaland Teater och verkade därefter vid Det norske teatret 1968–1971 och Oslo Nye Teater från 1971.
Bland hans scenroller återfinns operettroller som Greve Danilo i Den glada änkan och Leopold i Sommer i Tyrol. Han spelade även modern dramatik som Athol Fugards Master Harold och Kollisjonen av Sverre Udnæs. Från tiden vid Oslo Nye Teater är han särskilt ihågkommen för föreställningar som 40 karat, Kiss Me Kate och Stormen. Därutöver gästspelade han utomlands i Danmark, Sverige och Finland.
Holm medverkade i närmare 50 film- och TV-produktioner. Han debuterade 1958 i Bustenskjold. Han särskilt ihågkommen för rollen som Benny i filmerna om Olsenbanden (1968–1999), men även för rollen som Nikolai i filmen Gråt, elskede mann (1971) och stationsmästare Tidemann i TV-serien Sesam Stasjon (1990).
Vid sidan av skådespeleriet verkade han som skribent, bland annat med en spalt i Aftenposten. Han skrev noveller och romaner, bland annat Bombe på gaffelen og annen mat med krutt i (1981), Oslopollen rundt. Med pensel og penn (1996) och novellsamlingen Organisten som forsvant (1998).
Genom hela livet behöll han intresset för måleriet. Han höll flera egna utställningar och ställde även ut tillsammans med andra. Han hade ett galleri i hemmet i Spanien, där han var fastboende från 1997.

## Familj
Sverre Holm var son till Haakon Wilhelm Gundersen (1905–1979) och Olga Marie Mathiesen (1906–2000). Han var gift första gången med Marit Gulbrandsen, andra gången från 1963 med skådespelaren Sissel Juul (1939–1987) och tredje gången från 1990 med sjuksköterskan Kari Anne Harnes. Han ändrade sitt efternamn till Holm 1965.

## Filmografi (urval)
Manus
- 1979 – Olsenbanden och Dynamit-Harry letar olja
- 1999 – Norska Olsenbandet tar hem spelet (översättning)
- 2003 – Olsenbanden jr. under ytan

Roller
- 1958 – Bustenskjold
- 1959 – Hete septemberdager
- 1959 – Støv på hjernen
- 1960 – Millionær for en aften
- 1960 – Omringad
- 1961 – Et øye på hver finger
- 1962 – Stackars stora starka karlar
- 1962 – Kalde spor
- 1962 – Stompa & Co
- 1964 – Nydelige nelliker
- 1968 – Sus og dus på by'n
- 1968 – Olsenbanden och guldstatyetten
- 1970 – Operasjon V for vanvidd
- 1970 – Olsenbanden och Dynamit-Harry
- 1970 – Mästertjuven
- 1971 – Gråt, elskede mann
- 1972 – Olsenbanden och guldskatten
- 1973 – Kanarifuglen
- 1973 – Olsenbanden och Dynamit-Harry löper amok
- 1974 – Olsenbanden möter kungen och knekten
- 1974 – Olsenbandens sista kupp (rollen som Olav)
- 1975 – Olsenbandens sista kupp
- 1975 – Glade vrinsk
- 1976 – Olsenbanden i full fart
- 1977 – Olsenbanden på guldjakt
- 1978 – Olsenbanden + Data Harry sprenger verdensbanken
- 1979 – Olsenbanden och Dynamit-Harry letar olja
- 1979 – Grenseland (TV-serie)
- 1981 – Olsenbanden ger sig aldrig!
- 1982 – Olsenbandens sista kupp
- 1984 – Olsenbanden kommer igen
- 1985 – Sitt i båten
- 1990 – Aksjemordet (TV-serie)
- 1990 – Sesam Stasjon (TV-serie)
- 1991 – Fedrelandet (TV-serie)
- 1994 – Bröderna Dal och legenden om Atlant-Is (TV-serie)
- 1999 – Norska Olsenbandet tar hem spelet